# 伊予鉄道郡中線
郡中線（ぐんちゅうせん）は、愛媛県松山市の松山市駅から愛媛県伊予市の郡中港駅までを結ぶ伊予鉄道の鉄道路線である。
松山市中心部から南方向へと延び、そのベッドタウンである松前町や伊予市との輸送を担う。近年は、沿線の成長に合わせて利用客数が増加傾向にある。

## 路線データ
- 路線距離（営業キロ）：11.3km
- 軌間：1067mm
- 駅数：12駅（起終点駅含む）
- 複線区間：なし（全線単線）
- 電化区間：全線（直流750V）
- 閉塞方式：自動閉塞式
- 最高速度：60km/h[1]
- 車両基地：古町車両工場（最寄駅・高浜線古町駅）
- 最大連結車両数：3両

## 沿線概要
松山市駅を発車した列車は南西に進路を取り、まもなく交差する国道56号（今治街道）を過ぎ、土橋駅に到着する。土橋にはかつて中央卸売市場が置かれていたが、移転をして久しい今日ではその活気を想起することは難しい。土橋駅を過ぎると進行方向右手に愛媛県道18号（途中から愛媛県道326号となる）と並走をしながら、住宅街の中を進む。JR予讃線、松山南環状線との立体交差を過ぎると土居田駅である。
続く余戸駅は、古くは（旧）余土村の中心であり、今でも松山市南西部の中心的な地域にあることから、駅西部とを結ぶ電車連絡バスが発着している。余戸を過ぎても列車は相変わらず住宅街の中を走るが、次の鎌田駅を過ぎ、重信川を越えると市街化調整区域へと入り一転して田園が広がる。なお、重信川は松山市と松前町の境界ともなっている。
岡田駅・古泉駅と列車はしばらく田園の中を走るが、古泉駅には大型商業施設（エミフルMASAKI）が2008年に隣接して開業し、利用客が増加した。
車窓に再び住宅が目立つようになると、松前町の中心駅である松前駅に到着する。松前は漁業でも栄えている町であり、昔は当路線の列車内でも松山まで魚介類を売りにいく当地の行商人（おたたさん）の姿がよく見受けられた。また、鉄道唱歌でも歌われているように義農精神を今時に伝える作兵衛の墓が近く、駅付近には「義農通り」も走る。
次の地蔵町駅を過ぎると伊予市に入り、新川駅に到着する。付近には古くから開けた新川海水浴場があるが、郡中港駅近くに五色姫海浜公園が開園して以降はシーズン時でも閑散としている。
駅を出てすぐの新川を渡ると、商店街や大型商業施設などが見られる伊予市の中心街に入り、郡中駅と続く終点の郡中港駅へと至る。駅名となった郡中港は西に約250mほどであるが、現在定期旅客航路は設けられていない。なお、JR予讃線の伊予市駅が道を挟んで近接しており、乗り換えが容易である。

## 運行形態
普通列車のみで、日中は平日15分間隔、土曜日・日曜日・祝日は20分間隔の運行によってフリークエントサービスを提供している。すべて線内折り返しで高浜線・横河原線との直通運転はない。松山市駅から終点郡中港駅までの所要時間は24〜26分。ワンマン運転は行っていない。
平日朝ラッシュ時は松山市 - 松前間の区間列車が2往復設定されており、同区間は5〜15分間隔で運行されるものの、末端部の松前 - 郡中港間は約20分間隔の運行となり、日中の運行本数より少なくなっている。松山市 - 松前間の区間列車は臨時列車扱いであるが事実上、定期列車として運転されており、駅掲出分をはじめ、各種時刻表にも記載されている。20時台後半から22時30分の終電までは30分間隔で運転される。平日は5運用、土休日は3運用である。
2023年11月1日のダイヤ改正で全列車3両編成に固定化された。かつては松山まつり・後述の三津浜花火大会開催時や台風などの異常気象時にのみ終日3両編成となていた（古泉駅の正面に完成したエミフルMASAKIオープン時もおよそ2週間にわたり終日3両編成で運用された）。さらに、土曜夜市開催日も松山市駅21時発列車から終電まで3両編成で運行されていた（松山市駅到着後、2両編成は留置線に入り増結を済ませた3両編成と入れ替え）。増結分の車両は運転台付きの電動車で、単体自走で車庫と松山市駅間を回送されるため、朝のラッシュ時間終了後、1両で回送される同車を見ることもできた。
なお、毎年8月第1（または第2）日曜日に行われる松山港まつり・三津浜花火大会開催時は松山市駅23:30発まで終電が延長される。基本的に終日3両編成となるが、一部2両編成となる（2両編成運行分の一部を610系電車で運用）。
また、伊予市で行われる伊予彩まつり花火大会開催時には、上下合わせて8本の電車が増発される。
2006年9月以前は日祝日ダイヤで運用されていた610系電車は、前述の松山港まつり・三津浜花火大会開催時を除いてそれ以降は運用実績がなかったが、2020年8月から2023年11月1日のダイヤ改正まで再び運用された。

## 歴史

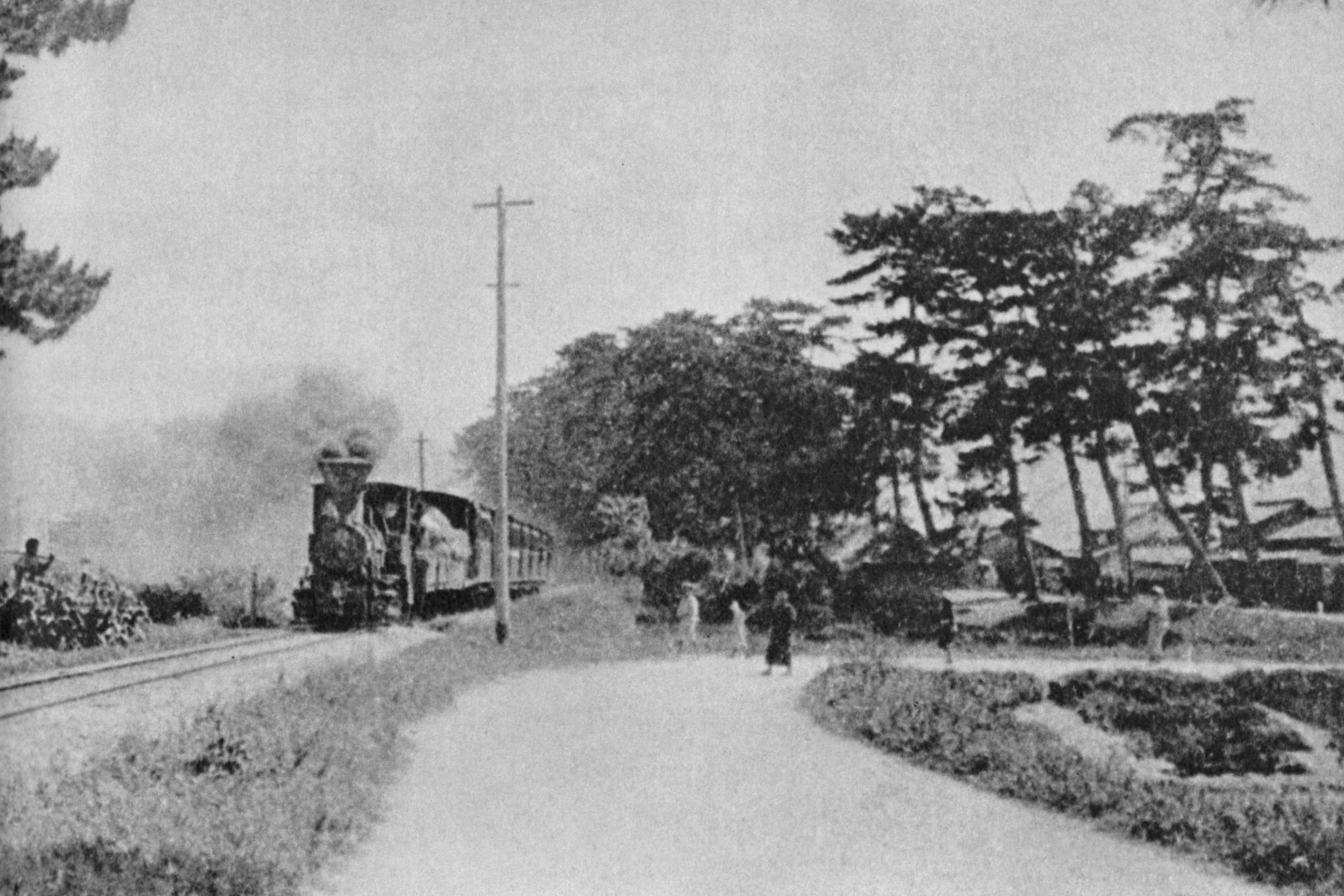
1908年頃の郡中線（新川-郡中間）

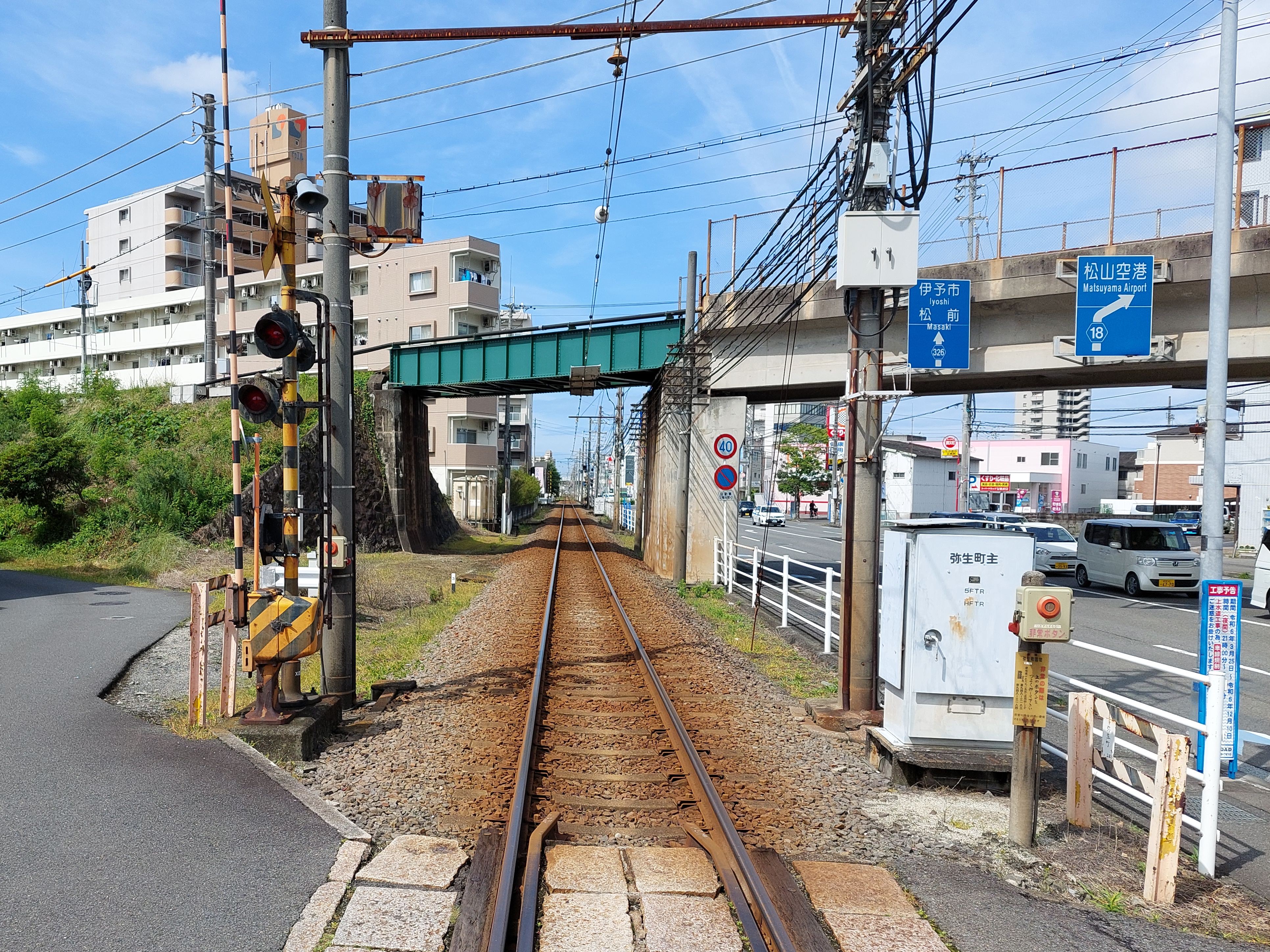
伊予鉄道郡中線とJR予讃線の交差地点（松山市雄郡2丁目）

松山から郡中方面への延伸は伊予鉄道が計画していたが実現できず、宮内治三郎ら地元の有志24名で設立された南予鉄道によって1896年（明治29年）に開業した。車両及び線路などの設備は伊予鉄道と共通規格であった。八幡浜方面への延伸構想があったが資金難から郡中駅までの開業にとどまった。その後、伊予鉄道に合併される。国鉄讃予線（現在の予讃線）が1930年（昭和5年）に南郡中駅（現在の伊予市駅）まで延伸されると、対抗して郡中線も郡中港駅まで延伸した。
高浜線と共に、伊予鉄道の経営を支えてきた主力路線だが、軌間が1067mmへと改軌されるのは他路線と比べて数年遅かった。これは、省線（国鉄讃予線）が松山まで開通するのに対抗するため、高浜線の電化・複線化及び、762mmから1067mmへの改軌が決定されたことに起因する。旅客輸送のみならず貨物輸送も行われていた当時、貨物列車の相互乗り入れの観点から、他路線の軌間の拡築工事が問題となった。横河原線・森松線の両線は、積載する貨物の性質上、高浜線と相互に乗り入れる必要が高かったため、改軌することが決定されたが、郡中線と高浜線における貨車の相互乗り入れの必要性は低い（郡中港があるため、高浜港経由の貨物需要が低かった）と判断されたことから、郡中線のみ762mmのままとされたのである。結局、郡中線のみ線路の幅が違うと、貨車の移動や融通に問題があると判断され、数年後の1937年（昭和12年）には他路線と共通の1067mmへと改軌され、再び貨物列車の相互乗り入れが可能となる。
第二次世界大戦が終結すると、非電化線を多く抱えていた伊予鉄道にとって、戦後の石炭不足が大きな問題となった。
そこで打開策として、高浜線同様の大きな需要があり将来が有望視される郡中線を、スピードアップと輸送力増強も兼ねて電化することにより、燃料不足を乗り切ることとなった。
1950年（昭和25年）に電化が完了、新たに走り出した電車（ボギー車）は沿線住民に親しまれ、乗客には、「料金が高くても速くて便利である」と好評だったという。電化と同時に、蒸気機関車である坊っちゃん列車が郡中線からは引退した。
- 1896年（明治29年）7月4日 南予鉄道により藤原（現在の松山市） - 郡中間が開業[8]。
- 1900年（明治33年）5月1日 伊予鉄道が南予鉄道を合併。郡中線となる。藤原駅を外側（現在の松山市）駅に統合。
- 1901年（明治34年）2月21日 地蔵町駅開業。
- 1902年（明治35年）6月1日 外側駅を松山駅に改称。
- 1909年（明治42年）7月1日 新川駅開業。
- 1910年（明治43年）7月4日 出合駅を貨物駅に変更出願。
- 1910年（明治43年）7月18日 岡田駅開業。
- 1916年（大正5年）12月31日 伊予鉄道の伊予水力電気合併による社名変更で伊予鉄道電気の路線となる。
- 1927年（昭和2年）3月1日 松山駅を松山市駅に改称。
- 1930年（昭和5年）3月6日 土居田駅開業。
- 1937年（昭和12年）以降 余戸 - 岡田間の出合駅廃止。
- 1937年（昭和12年）7月22日 全線の軌間を762mmから1067mmに改軌。
- 1939年（昭和14年）5月10日 郡中 - 郡中港間が開業。
- 1942年（昭和17年）4月1日 伊予鉄道電気の電力事業分離により再び伊予鉄道の路線となる。
- 1950年（昭和25年）5月10日 松山市 - 郡中港間が電化[9]。
- 1953年（昭和28年）4月15日 土橋駅開業。
- 1967年（昭和42年）2月15日 鎌田駅開業。
- 1967年（昭和42年）3月9日 古泉駅開業。
- 1976年（昭和51年）3月25日 架線電圧が750Vに昇圧される。
- 1980年（昭和55年）重信川堤防改修に伴い、重信川橋梁を開業時のダブルワーレントラスから、プレートガーダー方式に架け替える。
- 1991年（平成3年）8月1日 地蔵町駅に交換設備を設置し、運転間隔を3両編成日中20分間隔から2両編成15分間隔に短縮。
- 2009年（平成21年）12月12日 3000系の運用が郡中線でも始まり、18年ぶりに日中平常時の3両編成運転が復活する。運転間隔は変更なし。
- 2023年（令和5年）11月1日 ダイヤ改正が行われ土休日の日中は20分間隔運転となる。

## 駅一覧
全駅が愛媛県に所在する。
凡例
駅員の有無 … *：直営有人駅、+：委託有人駅、無印：終日無人駅
線路（全線単線） … ◇：列車交換可、｜：列車交換不可
| 駅番号 | 駅名     | 駅間キロ | 営業キロ | 接続路線                                                   | 駅員の有無 | 線路 | 所在地        |
| ------ | -------- | -------- | -------- | ---------------------------------------------------------- | ---------- | ---- | ------------- |
| IY10   | 松山市駅 | -        | 0.0      | 伊予鉄道：■高浜線・■横河原線・花園線（松山市駅停留場: 01） | *          | ｜   | 松山市        |
| IY25   | 土橋駅   | 0.7      | 0.7      |                                                            | +          | ｜   | 松山市        |
| IY26   | 土居田駅 | 1.5      | 2.2      |                                                            | +          | ◇    | 松山市        |
| IY27   | 余戸駅   | 1.3      | 3.5      |                                                            | +          | ◇    | 松山市        |
| IY28   | 鎌田駅   | 0.7      | 4.2      |                                                            |            | ｜   | 松山市        |
| IY29   | 岡田駅   | 1.4      | 5.6      |                                                            | +          | ◇    | 伊予郡 松前町 |
| IY30   | 古泉駅   | 1.0      | 6.6      |                                                            | +          | ｜   | 伊予郡 松前町 |
| IY31   | 松前駅   | 1.3      | 7.9      |                                                            | *          | ◇    | 伊予郡 松前町 |
| IY32   | 地蔵町駅 | 0.7      | 8.6      |                                                            | +          | ◇    | 伊予郡 松前町 |
| IY33   | 新川駅   | 0.9      | 9.5      |                                                            | +          | ｜   | 伊予市        |
| IY34   | 郡中駅   | 1.2      | 10.7     |                                                            | +          | ｜   | 伊予市        |
| IY35   | 郡中港駅 | 0.6      | 11.3     | 四国旅客鉄道：予讃線（伊予市駅: U05）                      | +          | ｜   | 伊予市        |

## その他
かつて（昭和30年代前半）は、貨物取り扱いもあり、余戸駅、松前駅、郡中駅等の主要駅の2番線もしくは3番線には貨物ヤードがあった。2006年現在、軌道撤去されたものが大半であり、余戸駅では花園に、郡中駅では駐輪場や直営マンション用地等に転用されている。また、松前駅構内の撤去されなかった軌道には極稀に保線車両を待避させている。